# Fawcett Comics
Fawcett Comics, o divizie a Fawcett Publications⁠(d), a fost una dintre cele mai de succes edituri de benzi desenate din perioada Epocii de Aur. Cel mai popular personaj din publicațiile sale a fost Căpitanul Marvel, alter egoul reporterului Billy Batson.
Alte personaje publicate de Fawcett sunt Captain Video, Hopalong Cassidy⁠(d), Ibis the Invincible⁠(d), Bulletman and Bulletgirl⁠(d), Spy Smasher⁠(d), Captain Midnight⁠(d), Phantom Eagle⁠(d), Mister Scarlet and Pinky⁠(d), Minute-Man⁠(d), Commando Yank și Golden Arrow.
Pe lângă cărțile cu supereroi, Fawcett a publicat și benzi desenate horror⁠(d) precum This Magazine Is Haunted⁠(d), Beware! Terror Tales, Worlds of Fear, Strange Suspense Stories și Unknown World la începutul anilor 1950. De asemenea, editura a publicat reviste de umor pentru adolescenți (Otis and Babs), fantezie⁠(d) (Hoppy the Marvel Bunny), benzi desenate romantice⁠(d) (Sweethearts), benzi desenate despre război⁠(d) (Soldier Comics), benzi desenate western⁠(d) (Six Gun Heroes), benzi desenate cu vedete de film contemporane (Tom Mix, Lash LaRue⁠(d), Monte Hale⁠(d)) și inspirate de filme (Nyoka the Jungle Girl⁠(d)). Odată cu desființarea departamentului de benzi desenate în 1953, toate titlurile au fost anulate (deși o mare parte dintre ele au fost preluate de Charlton Comics⁠(d)).

## Istorie
Fawcett Publications a fost înființată de Wilford Fawcett⁠(d) în 1919 odată cu lansarea revistei Captain Billy's Whiz Bang⁠(d). Profitând de popularitatea benzilor desenate în Statele Unite, aceștia au publicat cartea Thrill Comics #1 creată de scriitorul Bill Parker⁠(d) și artistul C. C. Beck⁠(d) în ianuarie 1940; aceasta a avut un singur număr publicat sub forma unui broșuri promoționale⁠(d). Ulterior, conținutul a fost dezvoltat (de exemplu, numele personajului principal a fost schimbat din Căpitanul Thunder în Căpitanul Marvel) și publicat sub numele Whiz Comics⁠(d) #2 (februarie 1940).

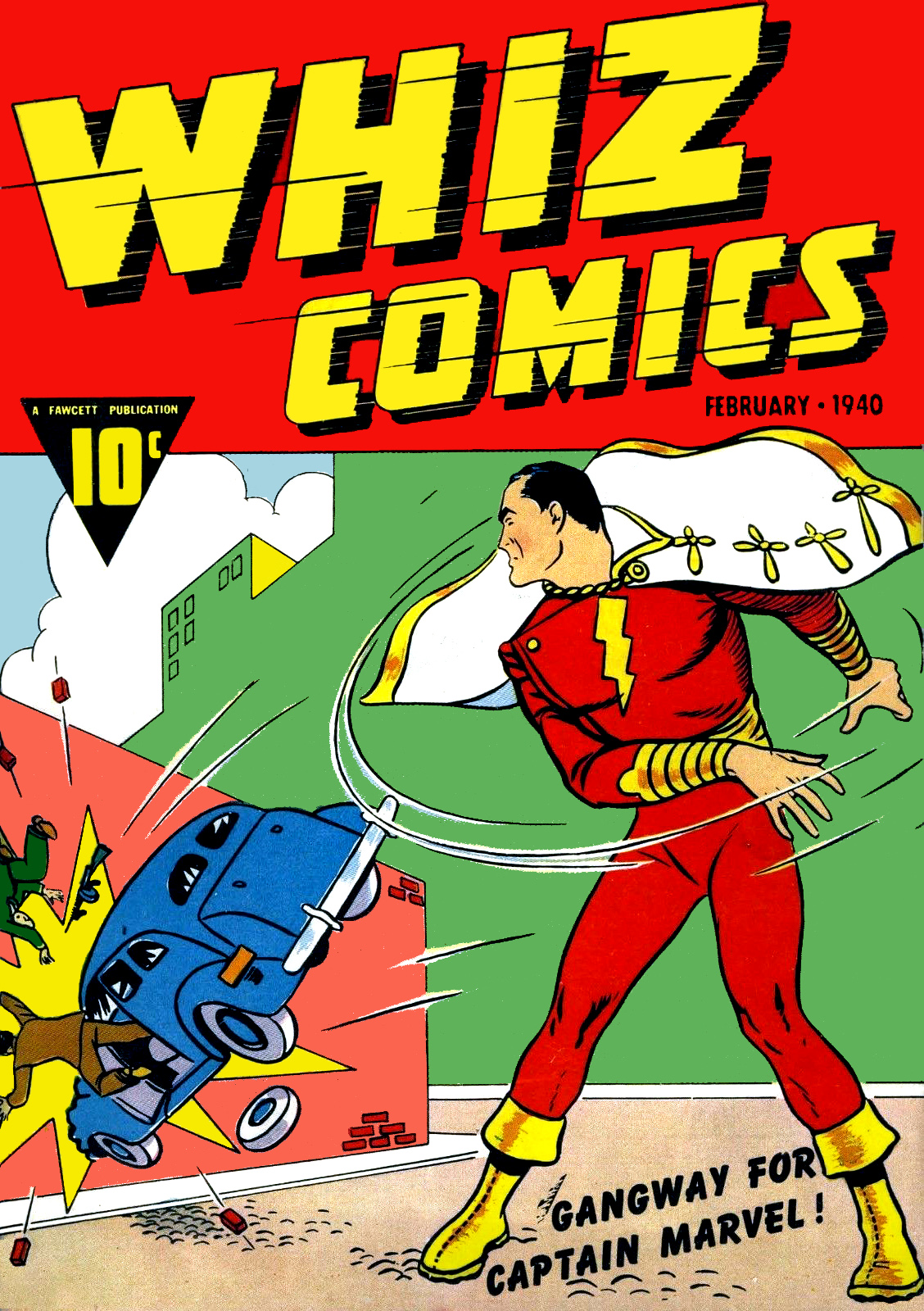
Whiz Comics #2 (februarie 1940) - prima apariție a Căpitanului Marvel, cel mai popular personaj al companiei. Coperta de C.C. Beck.

Pe lângă Beck, artiștii care au contribuit la revistele Fawcett Comics au fost Al Allard, Harry Anderson, Ken Bald⁠(d), Phil Bard, Al Bare, Dan Barry⁠(d), John Belfi, Dave Berg⁠(d), Jack Binder⁠(d), Alex Blum⁠(d), Bob Boyajian, Bob Butts, Al Carreno, Joe Certa, Nat Champlin, Pete Costanza⁠(d), Greg Duncan, Leonard Frank, Bob Fujitani, Till Goodson, Ray Harford, Bob Hebberd, John Jordan, HC Kiefer, Jack Kirby, Andre Le Blanc, Charles Nicholas⁠(d), Carl Pfeufer⁠(d), Mac Raboy, Pete Riss, Ed Robbins, John Rosenberger, Kurt Schaffenberger, Joe Simon, Jon Small, Ed Smalle, Jack Sparling, John Spranger, Chic Stone, Charles Sultan, Marc Swayze, Ben Thompson, George Tuska, Bill Ward⁠(d), Clem Weisbecker, Burt Whitman, Reuben Zubofsky și Nick Zuraw.
Aventurile Căpitanului Marvel și ale familiei Marvel⁠(d) (Căpitanul Marvel Jr.⁠(d), Mary Marvel⁠(d), locotenenții Marvel⁠(d) etc.) au devenit în cele din urmă mai populare decât aventurile lui Superman. National Comics (predecesorul DC Comics) a intentat un proces companiei Fawcett pe motiv că personajul Căpitanul Marvel încălca drepturile lor de autor, acesta fiind o copie fidelă a supereroului Superman⁠(d). Procesul din 1941 privind încălcarea dreptului de autor de către Fawcett a fost respins din motive tehnice; McClure Newspaper Syndicate nu a specificat în mod adecvat că toate drepturile sunt rezevate⁠(d) pe numeroasele benzi desenate cu Superman. Cu toate acestea, decizia a fost atacată în instanță, iar judecătorul Learned Hand⁠(d) a hotărât că din moment ce anumite povești despre Căpitanul Marvel sunt identice cu unele povești despre Superman, National Comics poate cere daune pentru încălcarea dreptului de autor ale aventurile în cauză.
Odată cu scăderea popularității benzilor desenate, Fawcett Comics a încetat publicarea titlurilor sale cu supereroi în 1953. Atât o parte dintre poveștile și desenele completate, cât și unele personaje au fost vândute editurii Charlton Comics. Fawcett a reînceput să publice benzi desenate în anii 1960.
În 1967, Marvel Comics a obținut marca înregistrată „Căpitanul Marvel” odată cu publicarea unei cărți cu aventurile Căpitanului Marvel⁠(d) (supererou diferit de cel al companiei Fawcett). DC Comics a autorizat în 1972 și achiziționat în 1994 Căpitanul Marvel și celelalte personaje asemănătoare. Din cauza drepturilor de autor, compania a fost nevoită să utilizeze marca înregistrată Shazam! în titlul cărților despre Căpitanul Marvel.

## Cărți publicate
- All-Hero Comics (1 apariție, 1943)
- America's Greatest Comics (8 apariții, 1941-1943)
- Andy Devine Western (2 apariții, 1950-1951)
- Animal Fair (11 apariții, 1946-1947)
- Battle Stories (11 apariții, 1952-1953)
- Beware! Terror Tales (8 apariții, 1952-1953)
- Bill Battle,  The One Man Army (4 apariții, 1952-1953)
- Bill Boyd Western (23 de apariții, 1950-1952)
- Billy the Kid (3 apariții, 1945-1946)
- Bob Colt (10 apariții, 1950-1952)
- Bob Steele Western (10 apariții, 1950-1952)
- Bob Swift, Boy Sportsman (5 apariții, 1951-1952)
- Bulletman (16 apariții, 1941-1946)
- Captain Marvel Adventures (150 de apariții, 1941–1953)
- Captain Marvel Jr.  (118 de apariții, 1942–1953)
- Captain Marvel Story Book (4 apariții, 1946-1949)
- Captain Midnight (67 de apariții, 1942–1948)
- Captain Video (6 apariții, 1951)
- Comic Comics (10 apariții, 1946-1947)
- Cowboy Love (11 apariții, 1949-1951)
- Don Winslow of the Navy (69 de apariții, 1943–1951) — numele ulterioare au apărut în Charlton Comics sub același nume
- Down with Crime (7 apariții, 1951-1952)
- Exciting Romances (12 apariții, 1949-1953)
- Fawcett's Funny Animals (83 de apariții, 1942–1954) — numele ulterioare au apărut în Charlton Comics sub titlul Funny Animals
- Gabby Hayes Western (50 de apariții, 1948–1953) — numele ulterioare au apărut în Charlton Comics sub același nume
- Gene Autry Comics (10 apariții, 1941-1943) – numele ulterioare au apărut în Dell Comics⁠(d) sub același nume
- George Pal's Puppetoons (18 apariții, 1945-1947)
- Girls in Love (2 apariții, 1950)
- Golden Arrow/Golden Arrow Western (6 apariții, 1942-1947)
- Hopalong Cassidy (84 de apariții, 1946–1953) — numele ulterioare au apărut în DC Comics sub același nume
- Hoppy the Marvel Bunny (15 apariții, 1945–1947)
- Hot Rod Comics (7 apariții, 1951-1953)
- Ibis (6 apariții, 1943-1948)
- Jackie Robinson (6 apariții, 1949-1952)
- Joe Louis (2 apariții, 1950)
- Jungle Girl / Nyoka the Jungle Girl (77 de apariții, 1945–1953)
- Ken Maynard Western (8 apariții, 1950-1952)
- Lance O'Casey (4 apariții, 1946-1948)
- Lash Larue Western (46 de apariții, 1949–1953) — numele ulterioare au apărut în Charlton Comics sub același nume
- Life Story (47 de apariții, 1949–1953)
- Love Memories (4 apariții, 1949-1950)
- Love Mystery (3 apariții, 1950)
- The Marvel Family (89 de apariții, 1945–1954)
- Mary Marvel (28 de apariții, 1945-1948)
- Master Comics (133 de apariții, 1940–1953)
- Mike Barnett, Man Against Crime (6 apariții, 1951-1952)
- Minute Man (3 apariții, 1941-1942)
- Monte Hale Western (54 de apariții, 1948–1953) — numele ulterioare au apărut în Charlton Comics sub același nume
- Motion Picture Comics (14 apariții, 1950-1953)
- Negro Romance (3 apariții, 1950)
- Nickel Comics (8 apariții, 1940)
- Ozzie and Babs (13 apariții, 1947-1949)
- Pinhead and Foodini (4 apariții, 1951-1952) – inspirat de emisiunea de televiziune Foodini the Great
- Real Western Hero / Western Hero (43 de apariții, 1948-1952)
- Rocky Lane Western (55 de apariții, 1949–1953) — numele ulterioare au apărut în Charlton Comics sub același nume
- Rod Cameron Western (20 de apariții, 1950-1953)
- Romantic Secrets (39 de apariții, 1959-1953) – numerele ulterioare au apărut în altă ordine în Charlton Comics sub același nume
- Romantic Story (22 de apariții, 1949-1953) – numele ulterioare au apărut în Charlton Comics sub același nume
- Romantic Western (3 apariții, 1949-1950)
- Six-Gun Heroes (23 de apariții, 1950-1953) — numele ulterioare au apărut în Charlton Comics sub același nume
- Slam-Bang Comics (7 apariții, 1940)
- Smiley Burnette Western (4 apariții, 1950)
- Soldier Comics (11 apariții, 1952-1953)
- Spy Smasher (11 apariții, 1941-1943)
- Strange Suspense Stories (5 apariții, 1952–1953) — numele ulterioare au apărut în Charlton Comics sub același nume
- Suspense Detective (5 apariții, 1952-1953)
- Sweetheart Diary (14 apariții, 1949-1953) – numele ulterioare au apărut în altă ordine în Charlton Comics sub același nume
- Sweethearts (54 de apariții, 1948–1953) — numele ulterioare au apărut în Charlton Comics sub același nume
- Tex Ritter Western (20 de apariții, 1950-1954) — numele ulterioare au apărut în Charlton Comics sub același nume
- This Magazine is Haunted (14 apariții, 1951–1953) — numele ulterioare au apărut în Charlton Comics sub același nume
- Tom Mix Western (61 de apariții, 1948–1953)
- True Confidences (4 apariții, 1949-1950)
- True Stories of Romance (3 apariții, 1950)
- True Sweetheart Secrets (11 apariții, 1950-1953)
- True Tales of Romance (1 apariție, 1950)
- Underworld Crime (7 apariții, 1952-1953)
- Unknown World / Strange Stories from Another World (5 apariții, 1952-1953)
- Whiz Comics (155 de apariții, 1940–1953)
- Worlds Beyond / Worlds of Fear (10 apariții, 1951-1953)
- Wow Comics (69 de apariții, 1940–1948) - numbering continued in Real Hero Western.
- Xmas Comics (7 apariții, 1941-1952)
- Young Eagle (10 apariții, 1950-1952) – numele ulterioare au apărut în altă ordine în Charlton Comics sub același nume

### Anii 1970
- Dennis the Menace and His Friends Series⁠(d) (42 de apariții, 1970–1980)
- Dennis the Menace Bonus Magazine Series (119 de apariții, 1970–1979)
- Dennis the Menace Pocket Full of Fun (50 de apariții, 1969–1980)